# 今川パーキングエリア

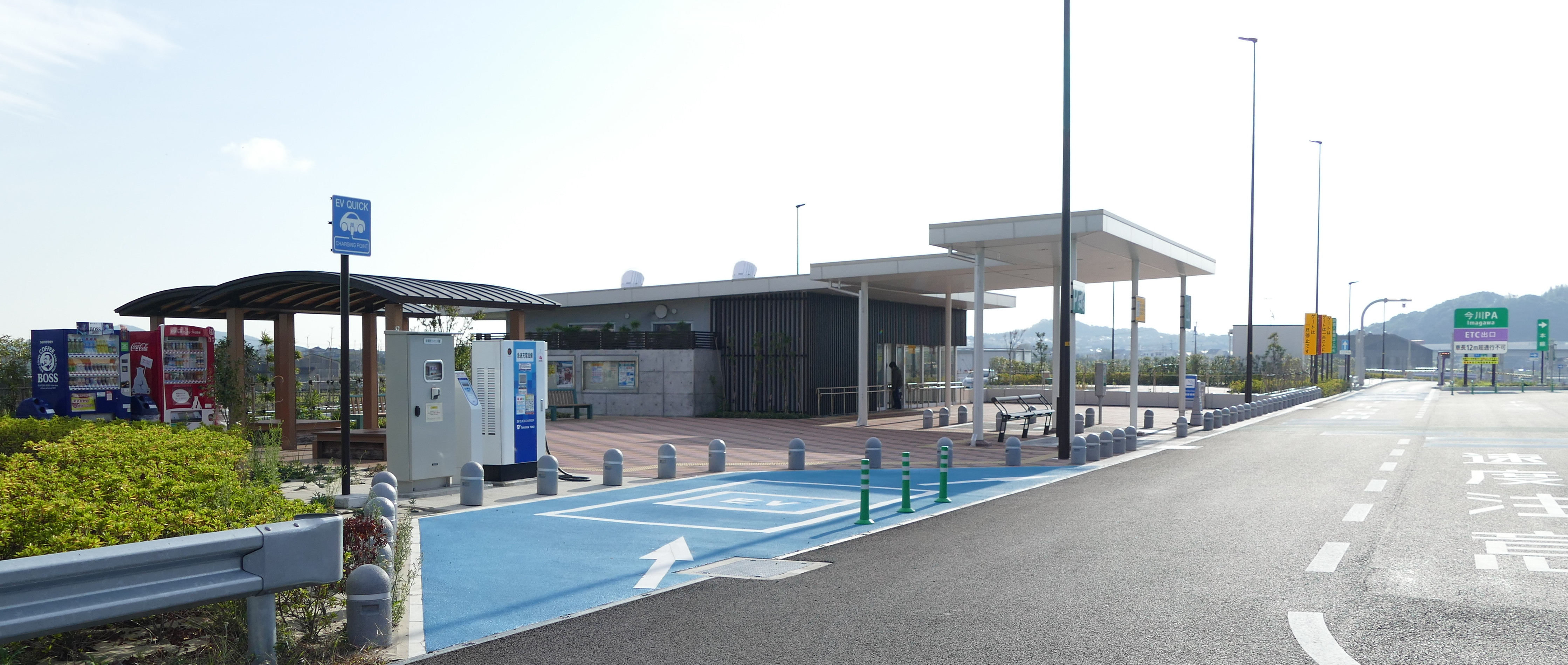
コンビニエンスストア開業前の今川PA（2015年11月）

今川パーキングエリア（いまがわパーキングエリア）は、福岡県行橋市にある東九州自動車道のパーキングエリアである。今川スマートインターチェンジ、行橋今川バスストップが併設されており、本稿ではこれらの施設についても記載する。

## 概要
行橋IC - みやこ豊津IC間の開通にあわせて2014年（平成26年）12月13日に供用開始した。仮称は、行橋パーキングエリア（ゆくはしパーキングエリア）であった。
当PAに、行橋市などの周辺自治体が、地域の特産品を販売できる施設の整備を要望し、NEXCO西日本九州支社は「検討中」と回答していたが、2017年（平成29年）4月7日にコンビニエンスストア「セブン-イレブン」とガスステーションが上下線ともにオープン。また、同時にコンビニエンスストア建物内には各県等が観光PRや地域産品を販売できる「多目的スペース」や、一般道からでも施設が利用できるように設けられた出入口「ウェルカムゲート」も設置され、重複区間・路線編入を除いて東九州道ではNEXCO西日本によって有人化された最初の休憩施設となり、ガスステーションが設置された（最初に有人の売店施設が置かれたのは川南PAであるが、売店の設置と営業は地元団体が独自で行ったものであり、NEXCO西日本のホームページでは無人PA扱いとなっている）。
これにより、北九州JCT - 日出JCT間の給油施設の空白が解消された。

## 歴史
- 2010年（平成22年）11月2日：苅田北九州空港IC - みやこ豊津IC間の一部区間について国土交通大臣より土地収用法に基づく事業認定が公示[7]。
- 2014年（平成26年）12月13日：行橋IC - みやこ豊津IC間開通に伴い供用開始[8][4]。
- 2015年（平成27年）4月28日：今川PAの敷地内に行橋今川BSを開設。バス停の開設に伴って、高速バス「北九州 - 別府・大分線」（後にゆのくに号と命名）が停車するようになる[3]。
- 2017年（平成29年）4月7日：コンビニエンスストア・ガスステーションがオープン[6]。

## 施設

### 上り線（北九州方面）
- 駐車場[9]
  - 大型：7台
  - 小型：26台
  - 二輪：4台
  - トレーラー：2台
  - 身障者用
    - 小型：1台
- トイレ[9]
  - 男性：大3・小4
  - 女性：6
  - 身障者用：1
- コンビニエンスストア「セブン-イレブン」 （24時間）[6]
- 多目的スペース （24時間）[6]
- ガスステーション （ENEOS（エネクスフリート）セルフ、8:00 - 20:00）[6]
- ウェルカムゲート（24時間）[6]
  - 駐車場：5台
- EV急速充電スタンド（24時間）[9]
- 自動販売機[9]
- スマートIC[9]
  - 入口利用の場合、ガスステーションのみ利用でき、出口利用の場合はガスステーションは利用できない。

### 下り線（大分方面）
- 駐車場[10]
  - 大型：7台
  - 小型：26台
  - 二輪：4台
  - トレーラー：2台
  - 身障者用
    - 小型：1台
- トイレ[10]
  - 男性：大3・小4
  - 女性：6
  - 身障者用：1
- コンビニエンスストア「セブン-イレブン」 （24時間）[6]
- 多目的スペース （24時間）[6]
- ガスステーション （ENEOS（エネクスフリート）セルフ、8:00 - 20:00）[6]
- ウェルカムゲート（24時間）[6]
  - 駐車場：5台
- EV急速充電スタンド（24時間）[10]
- 自動販売機[10]
- スマートIC[10]
  - 入口利用の場合、ガスステーションのみ利用でき、出口利用の場合はガスステーションは利用できない。

## 今川スマートインターチェンジ
今川スマートインターチェンジ（いまがわスマートインターチェンジ）は、東九州自動車道今川パーキングエリア内にあるスマートインターチェンジである。
- 運用時間：24時間[9][10]
- 対象車種：ETC車載器を搭載した全車（全長12 m以下の車）※セミトレーラーを除く[9][10]
- 利用可能方向：フル方向[9][10]
- 備考：上り線・下り線共に、入口利用の場合、ガスステーションのみ利用でき、出口利用の場合はガスステーションは利用できない[9][10][11]。

### 周辺
- 福原長者原遺跡（豊前国政庁跡）
- 平成筑豊鉄道田川線・美夜古泉駅、今川河童駅
- 行橋市立今川小学校
- 行橋市立中京中学校
- コスタ行橋
- 今川

### 接続する道路
- 直接接続
  - 行橋市道 東九州自動車道側道3号線・4号線

- 間接接続
  - 福岡県道34号行橋添田線

## 行橋今川バスストップ
行橋今川バスストップ（ゆくはしいまがわバスストップ）は、東九州自動車道今川パーキングエリア内にあるバス停である。
2022年2月まで北九州と別府・大分間を運行する高速バス「ゆのくに号」が停車していたが、2022年5月1日より運転休止となったため、現在バスは停車しない。
バスストップまでの交通手段
- 平成筑豊鉄道（田川線）・今川河童駅

## 隣
E10 東九州自動車道（ 椎田道路区間を含む）
(1) 苅田北九州空港IC - (2) 行橋IC - (2-1) 今川PA/SIC（行橋今川BS） - (3) みやこ豊津IC - (4) 築城IC